# Pseudocorinna gracilior
Pseudocorinna gracilior là một loài nhện trong họ Corinnidae.
Loài này thuộc chi Pseudocorinna. Pseudocorinna gracilior được Eugène Simon miêu tả năm 1910.